# Ijahnya Christian
Ijahnya Christian (31 tháng 1, 1957 - 27 tháng 4, 2020) là một nhà hoạt động xã hội người Afro-Anguillian và là thành viên nổi tiếng của cộng đồng ở Rastafarian. Là một thành viên của các phong trào toàn Phi và hồi hương, Christian đã đi khắp thế giới để giúp bảo tồn các ngôn ngữ, truyền thống và di sản của người di cư trên khắp châu Phi và khuyến khích nghiên cứu về lịch sử và văn hóa của các cộng đồng Caribbean.

## Thời niên thiếu
Carol Patricia Rey sinh năm 1957, tại Thung lũng thuộc địa Saint Christopher-Nevis-Anguilla của Anh đến Amethyst và Hugh Rey, là một công chức. Tuổi thơ của cô đã trải qua ở ba hòn đảo thuộc địa và cô tốt nghiệp trường trung học Basseterre ở St. Kitts năm 1976. Khi còn là một thiếu niên, cô bắt đầu quan tâm đến phong trào Rastafian, vốn đang lan rộng khắp vùng Caribbean sau chuyến thăm khu vực của Haile Selassie vào năm 1966 và những ảnh hưởng từ âm nhạc của Bob Marley đã giúp hệ tư tưởng này trở nên nổi bật hơn.. Cô tham gia phong trào năm 1980, đổi tên thành Ijahnya Christian và tiếp tục học ngành công tác xã hội tại Đại học West Indies ở Mona, Jamaica, tốt nghiệp cử nhân năm 1984.

## Sự nghiệp
Trở về Anguilla, Christian bắt đầu sự nghiệp với tư cách là một giáo viên trung học. Đồng thời, cô bắt đầu biên tập và làm việc trên hai dự án dân tộc học. Cô đóng vai trò là người cố vấn và biên tập viên cho hai tác phẩm Ning Troubles và The Dictionary of Language Anguillian của Lottis Hodge. Cuốn tự truyện của Hodge, được xuất bản năm 1988, kể về cách bà vượt qua những khó khăn trong cuộc sống. The Anguillian Dictionary, xuất bản năm 1993, là công trình đầu tiên tập trung vào di sản ngôn ngữ của hòn đảo. Cũng trong khoảng thời gian đó, Christian theo đuổi bằng Thạc sĩ Giáo dục tại Đại học Southampton, Anh, và hoàn thành chương trình vào năm 1991.
Trở về Anguilla, Christian thành lập Trung tâm nghiên cứu Athlyi Rogers. Trung tâm này được đặt theo tên của nhà văn Anguillian, Robert Athlyi Rogers, người đã viết Holy Piby, một văn bản về thần học Rastafari, là một không gian văn hóa toàn Phi. Để thúc đẩy mục tiêu nâng cao sự quan tâm của cả công chúng lẫn giới học thuật đối với bản sắc và lịch sử của Anguilla, cô đã giữ chức Giám đốc Sở Thanh niên và Văn hóa từ năm 2004 đến 2006. Từ năm 1998 đến 2009, cô cũng đã viết một chuyên mục định kỳ cho The Anguillian có tên là "Heartically Yours", trong đó thảo luận về các sự kiện văn hóa và chính trị trên đảo.
Christian là một đại diện cho Mạng lưới Toàn Phi Caribe, nơi cô phát biểu về việc bảo tồn ngôn ngữ, âm nhạc Caribe, bao gồm nhiều thể loại từ Calypso, Chutney Soca, Reggae đến Nhạc Phúc Âm - và di sản văn hóa. Cô là một trong những thành viên sáng lập của Tổ chức Rastafari Caribbean  và trở thành một trong những người tổ chức chính của các cuộc tụ hội toàn cầu dành cho các tín đồ Rastafari. Christian chuyển đến Shashamane, Ethiopia vào năm 2010, để tiếp tục công việc hồi hương cho những người châu Phi bị phân tán, từ đó cô tiếp tục viết lách và hoạt động xã hội.  Cô tin rằng quyền hồi hương được bảo vệ theo nguyên tắc và luật pháp của Liên Hợp Quốc về quyền trở về quê hương.